# Etelis carbunculus
Etelis carbunculus är en fiskart som beskrevs av Cuvier 1828. Etelis carbunculus ingår i släktet Etelis och familjen Lutjanidae. IUCN kategoriserar arten globalt som otillräckligt studerad. Inga underarter finns listade i Catalogue of Life.